# Impariamo ad amarci: guida all'educazione sessuale
Impariamo ad amarci: guida all'educazione sessuale è un film documentario del 1985 diretto da Antonio D'Agostino.

## Trama
Un conduttore televisivo elenca ed espone situazioni e problemi che impegnano diverse coppie.